# Klärpunkt
Als Klärpunkt (engl. clearing point) bezeichnet man die Temperatur, bei deren Überschreitung eine flüssigkristalline Mesophase in die isotrope Phase übergeht.
Wird eine flüssigkristalline Phase erwärmt, so nimmt der Ordnungsgrad ab; er charakterisiert, wie sehr die Moleküle eine Fernordnung aufweisen. Wird der Klärpunkt erreicht, so bricht die Ordnung unmittelbar zusammen und die isotrope Phase wird ausgebildet; in ihr gibt es weder eine Positions- noch eine Richtungsfernordnung. Optisch wird dies dadurch sichtbar, dass die zuvor im flüssigkristallinen Zustand wegen ihrer Doppelbrechung (Anisotropie) trüb erscheinende Flüssigkeit plötzlich klar wird. Daher auch die Herkunft des Wortes Klärpunkt.
Die IUPAC definiert den Klärpunkt als die Temperatur, bei der der Übergang zwischen der Mesophase mit dem höchsten Temperaturbereich und der isotropen Phase eintritt.
Praktische Bedeutung hat der Klärpunkt in Flüssigkristallanzeigen, weil dadurch der Betriebstemperaturbereich nach oben begrenzt wird. Insbesondere bei Anzeigen, welche direktem Sonnenlicht ausgesetzt sind oder in LCD-Projektoren als Lichtventile verwendet werden, sind daher Kühlungs-Maßnahmen wie z. B. Belüftung erforderlich. 